# Le Tour de Gaule d'Astérix
Le Tour de Gaule d'Astérix est le cinquième album de la bande dessinée Astérix, publié en 1965, scénarisé par René Goscinny et dessiné par Albert Uderzo.
Il a été pré-publié dans le journal Pilote du no 172 (7 février 1963) au no 213 (21 novembre 1963).

## Résumé
| Village gaulois Rouen Paris Cambrai Reims Metz Lyon Nice Marseille Toulouse Agen Bordeaux Le Conquet |

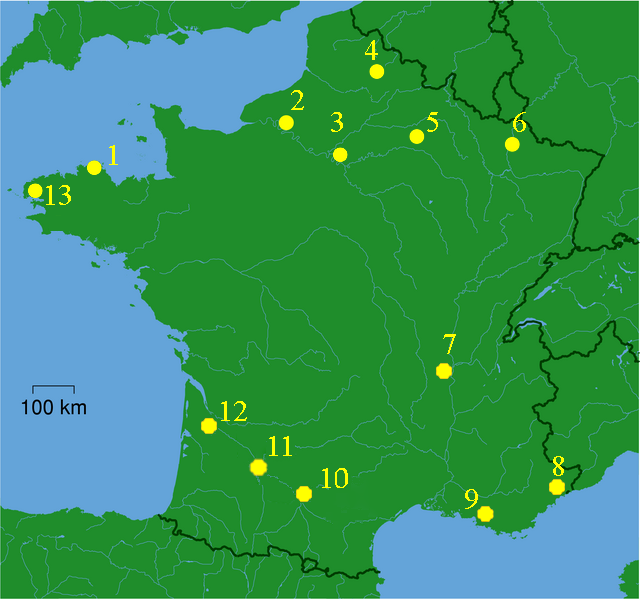
1: Village d'Astérix. 2 : Rotomagus (Rouen).
3 : Lutèce (Paris). 4 : Camaracum (Cambrai).
5 : Durocortorum (Reims). 6 : Divodurum (Metz).
7 : Lugdunum (Lyon). 8 : Nicae (Nice).
9 : Massilia (Marseille). 10 : Tolosa (Toulouse).
11 : Agínnum (Agen). 12 : Burdigala (Bordeaux).
13 : Gesocribate (Le Conquet).

L'inspecteur général Lucius Fleurdelotus informe le centurion Gracchus Nenjetépus — responsable du camp romain de Petibonum — qu'il est mandaté par Jules César pour s'occuper une bonne fois pour toutes de l'irréductible village d'Astérix. Mais après une nouvelle défaite, Fleurdelotus, désormais convaincu que les Gaulois sont invincibles, décide de construire une grande palissade autour du village afin d'isoler les rebelles et de les empêcher de propager le mauvais exemple dans le reste de la Gaule.
Astérix lance alors un défi à l'envoyé spécial de Jules César : avec Obélix, il franchira la palissade, fera le tour de la Gaule et ramènera comme preuves de leur périple des spécialités gastronomiques des villes gauloises visitées. Sûr de sa supériorité, Fleurdelotus relève le défi, mais lorsque les deux compères réussissent à s'évader au nez et à la barbe des légionnaires, il lance une alerte générale à travers tout le pays pour ordonner aux occupants romains d'arrêter les deux Gaulois, désormais considérés comme des fugitifs.

### Étapes

#### Rotomagus (Rouen)
Astérix et Obélix profitent d'une « diversion » — une attaque fulgurante organisée par le reste du village — pour partir vers Rotomagus (Rouen). Peu après leur entrée dans la ville, ils sont reconnus par une patrouille romaine et contraints de fuir vers la Seine. Là, ils profitent d'un bateau loué par un couple de Romains en croisière pour remonter le fleuve en direction de Lutèce (Paris).

#### Lutèce (Paris)
Après avoir acheté du jambon de Lutèce, ils fuient les patrouilles romaines en se procurant un char d'occasion. Mais le véhicule est en mauvais état et perd une roue après être sorti de la ville. Les deux compagnons s'emparent alors d'un char de dépannage appartenant à un Romain (Tikedbus) pour arriver à Camaracum (Cambrai). Or depuis Lutèce, et sans qu'ils s'en aperçoivent, ils sont suivis par un petit chien blanc...

#### Camaracum (Cambrai)
Achetant des bêtises dans une boutique de Camaracum, les deux héros sont piégés par une patrouille romaine, ce qui déclenche une bataille. Le commerçant, au courant de leur pari, retient les légionnaires le plus longtemps possible afin de leur permettre de poursuivre leur chemin — il s'agit du premier Gaulois à leur prêter main-forte dans leur entreprise contre les Romains.

#### Durocortorum (Reims)
Sur la route de Durocortorum (Reims), les deux héros découvrent un char en panne — celui pour lequel avait été appelé le char de dépannage qu'ils conduisent. Pour franchir un barrage, ils dupent le Romain attendant près du véhicule et l'abandonnent au bord de la route. À Durocortorum, tandis qu'ils achètent des amphores de vin pétillant (champagne), le légionnaire abandonné les retrouve, mais il est assommé par le bouchon d'une des amphores. Le duo part alors pour Divodurum (Metz).

#### Divodurum (Metz)
Traversant une forêt, Obélix, attiré par une odeur de sanglier rôti, se dirige vers la maison de Quatrédeusix, qui leur offre l'hospitalité. Mais celui-ci les dénonce aux Romains ; Obélix s'étant absenté pendant l'intervention des légionnaires, seul Astérix est capturé. Obélix part ensuite à Divodurum (Metz) où il se fait emprisonner pour retrouver son compagnon. Ayant réussi à rejoindre Astérix dans son cachot, il lui fait boire de la potion magique, puis tous deux s'évadent et s'emparent d'un char postal pour atteindre Lugdunum (Lyon).

#### Lugdunum (Lyon)
À Lugdunum, de nombreux légionnaires attendent Astérix et Obélix de pied ferme. Les deux héros sont aidés par Beaufix, le chef clandestin de la ville, qui entraîne la garnison dans un labyrinthe de ruelles (les traboules) afin de l'égarer. Il offre ensuite du saucisson et des quenelles aux voyageurs et leur fournit un char pour leur permettre de rejoindre Nicae (Nice).

#### Nicae (Nice)
Après de longs embouteillages sur la voie romaine n°VII, ils arrivent à Nicae où ils achètent une salade nicaeoise. Repérés par une patrouille romaine, ils fuient sur une plage bondée et empruntent une barque à un vacancier pour aller jusqu'à Massilia (Marseille).

#### Massilia (Marseille)
À Massilia, Astérix et Obélix récupèrent une bouillabaisse auprès de César Labeldecadix (qui leur propose un pastix), qui les aide ensuite en retenant les Romains (au cours d'une mémorable partie de pétanque) pendant qu'ils quittent la ville pour Tolosa (Toulouse). Les deux Gaulois marchent jusqu'à ce qu'il fasse nuit noire, puis s'endorment.

#### Tolosa (Toulouse)
À leur réveil, les deux héros découvrent qu'ils se sont endormis au milieu d'un camp romain. Ils commencent par se défendre, puis, apprenant que les Romains ont l'intention de les amener à Tolosa, ils se laissent capturer, ce qui leur permet d'atteindre facilement la cité, afin d'y acheter des saucisses. Ils poursuivent ensuite leur route vers Aginnum (Agen).

#### Aginum (Agen)
À Aginum (Aginnum), les Romains placardent des affiches partout dans la ville offrant une récompense de 50 000 sesterces pour la capture d'Astérix et Obélix. Odalix, aubergiste gaulois rusé et cupide, décide de les piéger en les invitant dans son établissement et leur offre d'abord un paquet de pruneaux, puis leur apporte des sangliers rôtis. Méfiant, Astérix force Odalix à goûter le premier un des sangliers et découvre ainsi qu'ils sont remplis de somnifère. Quant à Obélix, il mange son sanglier sans éprouver de malaise.

#### Burdigala (Bordeaux)
Sur la route vers Burdigala (Bordeaux), ils se font voler leur sac de spécialités régionales par Radius et Plexus, deux brigands romains. Ceux-ci sont capturés par leurs compatriotes qui les ont pris pour les fugitifs gaulois. Les deux vrais Gaulois récupèrent leur sac de victuailles alors que les voleurs sont attachés aux carcans sur l'échafaud, provoquant une émeute. Avant de partir, ils achètent des huîtres (ostréiculture arcachonnaise) et du vin blanc (Bordeaux (AOC)).

#### Gésocribate (Le Conquet)
Astérix et Obélix retournent vers l'Armorique en mer à bord du bateau du capitaine Changélédix qui transporte des menhirs. Ils croisent et, conformément à la tradition, coulent le bateau des pirates, puis arrivent à Gésocribate (Le Conquet), où ils débarquent dissimulés dans des sacs avant d'être repérés par une patrouille. Ils quittent Gésocribate pour retourner au village.

### Retour au village gaulois
Astérix et Obélix retrouvent leur village, non sans avoir écrasé la cohorte de Romains postée devant la palissade. Comme convenu, ils présentent les mets du banquet à Fleurdelotus : le jambon de Lutèce, les bêtises de Camaracum, les amphores de vin de Durocortorum, le saucisson et les quenelles de Lugdunum, la salade nicæoise, la bouillabaisse de Massilia, les saucisses de Tolosa, les huîtres et une amphore de vin blanc de Burdigala et les pruneaux d'Aginnum — présents sur la table, mais non cités par les deux héros. En conclusion, Astérix y ajoute la « spécialité » du village, à savoir la « châtaigne », en assommant Fleurdelotus. À la fin de l'épisode, Obélix se rend enfin compte de la présence du petit chien qui les a suivis depuis Lutèce.

## Personnages principaux
- Les habitants du village gaulois, dont : 
  - Astérix, guerrier,
  - Obélix, livreur de menhir,
  - Abraracourcix, chef du village,
  - Cétautomatix, forgeron,
  - Panoramix, druide,
  - Assurancetourix, barde,
- Les Romains du camp Petibonum, dont : 
  - Gracchus Nenjetépus, centurion du camp Petibonum,
  - Lucius Fleurdelotus, envoyé spécial de Jules César avec rang de préfet,
- Faimoiducuscus, Romain de Rotomagus,
- Flavia, épouse de Faimoiducuscus,
- Idéfix (non nommé), petit chien devant une charcuterie de Lutèce, qui suit Astérix et Obélix jusqu'à leur retour au village,
- vendeur de char à Lutèce,
- Tikedbus, dépanneur romain de char.
- marchand gaulois de bêtises de Camaracum,
- Quintilius, centurion romain à Camaracum,
- Milexcus, légionnaire romain en panne de char,
- Petilarus, chef de patrouille romain d'un barrage routier,
- Quatrédeusix, Gaulois habitant la forêt,
- Encorutilfaluquejelesus, préfet romain de Lugdunum,
- Beaufix, chef gaulois clandestin de Lugdunum,
- Quelquilfus, légionnaire romain à Lugdunum,
- César Labeldecadix, aubergiste gaulois à Massilia,
- Éponine, épouse de Labeldecadix, vendeuse de coquillages et de poissons à Massilia,
- Yenapus, préfet romain de Tolosa,
- Odalix, aubergiste gaulois à Aginum,
- Plexus et Radius, brigands romains,
- Motus, général romain, commandant de garnison de Burdigalia
- Changélédix, capitaine de navire à Burdigalia,
- Les pirates, dont : 
  - Barbe-Rouge (non nommé), chef des pirates,
  - Érix, pirate, fils de Barbe-Rouge,
  - Triple-Patte (non nommé), pirate unijambiste disant des citations latines,
  - Baba (non nommé), vigie des pirates.

## Analyse

### Création de l'œuvre

#### Écriture du scénario
Plusieurs modifications furent faites au parcours avant la version finale. Dans les premières esquisses, le parcours s'exécutait en sens inverse. Astérix et Obélix devaient aussi traverser plus de villes, mais le voyage fut limité par le nombre de pages : Caesarodunum (Tours, pour ses rillettes), Vesunna (Périgueux, pour son foie gras), Baeterrae (Béziers, pour son vin), Arelate (Arles, pour son saucisson), Cabello (Cavaillon pour ses melons), Cularo (Grenoble pour ses noix), Genabum (Orléans, pour son vinaigre) et Suindinum (Le Mans, pour son poulet). Bien que les deux personnages visitent Gésocribate (Le Conquet), ils n'y achètent pas de crêpes comme prévu dans la première version.
La première prépublication a lieu dans le numéro 172 du magazine Pilote le 7 février 1963. La première édition en album est sortie en 1965.

#### Place de l'album dans la série
Dans Le tour de Gaule d'Astérix, la série commence à se fixer. Par exemple, il s'agit du premier album de la série où Obélix se préoccupe de son poids et s'énerve lorsqu'on le traite de « gros ».
Éléments récurrents de la série, les pirates font leur deuxième apparition. Érix, le fils du chef Barbe-Rouge, fait sa première et dernière apparition : il sera laissé ensuite comme garantie pour que les pirates puissent récupérer un navire. Il s'agit d'un prétexte pour justifier sa disparition dans la série : le dessinateur l'a retiré car il ne trouvait pas ce personnage drôle et les trois autres faisaient finalement l'affaire. Baba, la vigie des pirates, apparaît pour la première fois au moment où leur bateau a sombré du fait d'Astérix et Obélix. Mais ni Barbe-Rouge, ni Triple-Patte ni Baba ne sont nommés.
C'est aussi dans cet album que les Romains tentent d'attaquer le village gaulois pour la première fois dans la série.
Astérix et Obélix visitent Lutèce pour la seconde fois, après le deuxième album La Serpe d'or. Comme d'habitude à Lutèce, les rues de la ville sont toujours bondées de véhicules et de piétons.
Les personnages secondaires commencent à réapparaître. Gracchus Nenjetépus, le centurion de Petibonum, est déjà présent dans l'album précédent, Astérix gladiateur. Il est le seul centurion à apparaître dans deux aventures à la suite. De même, lorsque Lucius Fleurdelotus annonce qu'il retournera à Rome si Astérix réussit son pari, Obélix lui demande de dire le bonjour à Caius Obtus, l'entraîneur de gladiateurs rencontré dans l'album précédent, Astérix gladiateur. On retrouve aussi Cétautomatix, le forgeron du village gaulois, que l'on n'avait pas revu depuis le premier album Astérix le Gaulois. Certains personnages familiers de la série, tel Cétautomatix, n'ont pas encore leur apparence définitive.
On verra  encore Changélédix, Beaufix et Labeldecadix dans Astérix en Corse, avec de nombreux autres personnages, alors qu'ils viennent au village gaulois pour le banquet anniversaire de la victoire de Gergovie.

#### «Naissance» d'Idéfix
Le chien Idéfix, encore sans nom dans cet album, fait sa première apparition, sur la 6e case de la page 13, assis devant la charcuterie où Astérix et Obélix vont chercher du jambon de Lutèce. Il suit ensuite les personnages dans leur périple et apparaît dans la majorité des cases. Il n'est remarqué par Obélix que dans l'antépénultième case avant d'être ramassé dans l'avant-dernière. Il ne sera nommé que dans l'album suivant, Astérix et Cléopâtre, à la suite d'un concours dans le magazine Pilote. De nombreux courriers arriveront à Pilote et parmi les noms proposés, en plus d'Idéfix, il y aura Patracourcix, Papeurdurix, Trépetix, Paindépix, Toutousanprix, Minimix. Ce sont quatre ou cinq lecteurs du magazine périodique qui choisiront Idéfix.
Dans la première version du scénario (écrite par René Goscinny seul), Idéfix n'apparaissait pas. Ce n'est que lors de la concertation pour la mise en page que Albert Uderzo suggère de placer un petit chien dans les images. Pour une raison inexpliquée, dans la seconde version du synopsis, la phrase « À la porte se trouve un petit chien » est soulignée.
Dans le découpage par case de René Goscinny pour la case 9, il est écrit : « Ils entrent dans une boutique à l'enseigne : « Charcuterie - Alimentation ». À la porte se trouve un petit chien. » Lors de la lecture du document, Albert Uderzo remarque que la dernière phrase est soulignée. Il passe un coup de fil à René Goscinny pour savoir s'il est possible que le chien suive les deux héros en spectateur, parce qu'il trouve que les cases sont trop vides. Goscinny accepte,. À la fin de l'histoire, le chien se manifeste et Obélix le caresse. À l'origine, la caresse devait être prodiguée par Astérix.

### Humour

#### Anachronismes
Le principe du tour de Gaule est de faire référence au Tour de France cycliste. La version allemande s'intitule d'ailleurs Tour de France. Ainsi, le jaune du sac est une allusion au maillot jaune et les deux héros sont accueillis comme des vainqueurs du Tour de France à Aginum.
Il fait aussi référence à l'ouvrage scolaire du XIXe siècle « Le Tour de la France par deux enfants », bien connu à l'époque puisqu'il était toujours diffusé dans les écoles primaires.

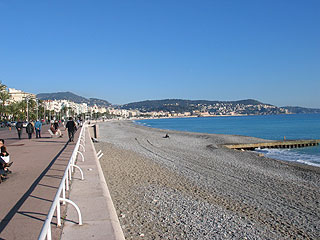
A Nicae (Nice), Astérix et Obélix se promènent sur la promenade des Bretons, allusion à la promenade des Anglais.

Le périple est défini sur une carte qui représente les frontières de la France actuelle. À cette époque, la Gaule comprenait, en plus de la France, d'autres territoires (voir ce lien). Cette représentation anachronique des frontières souligne la volonté des auteurs de montrer la France actuelle.  Toutefois, certaines villes, représentées par des cailloux, sont mal placées, surtout Toulouse, située au bord de la Méditerranée, alors que cette ville est à l'intérieur des terres.
Les spécialités culinaires collectées sont celles qui font la réputation actuelle des villes par lesquelles passent les héros de la bande dessinée. Elles n'existaient pas à l'époque, sauf exception (voir ci-dessous).
La ville de Lugdunum (Lyon), traversée par Astérix et Obélix n'existait pas encore à leur époque, l'action se passe en 50 avant Jésus-Christ et la ville de Lugdunum fut fondée an 43 avant Jésus-Christ.

##### Humour
Un Romain montant la palissade dit : Exegi monumentum aere perennius (J'ai achevé un monument plus durable que l'airain, vers du poète Horace, Odes 3, 30, 1).
Les réponses vagues données par les habitants des environs de Rotomagus (Rouen, ville de Normandie) sont des « réponses de Normand » : «pt'êt ben que oui, pt'êt ben que non ». La traite de vaches normandes (dont une s'enfuit en voyant Obélix se lécher les babines) est une allusion à l'importance des produits laitiers dans l'actuelle cuisine normande.
Les embouteillages dans Lutèce rappellent les difficultés de circulation dans Paris. Ils avaient déjà été caricaturés dans La Serpe d'or.
Peu avant d'arriver à Camaracum (Cambrai), Obélix demande à Astérix quelle est la spécialité de Camaracum, et lorsque ce dernier répond « Les bêtises », Obélix, croyant qu'il se moque de lui, se met à bouder jusqu'au moment où les deux compères arrivent devant des boutiques affichant « Ici, les vraies bêtises de Camaracum ».
À Camaracum toujours, le marchand de bêtises retient le centurion romain Quintilius en l'assommant d'un coup de rouleau à pâtisserie et lui chante : «Dors mon p'tit Quinquin / Mon p'tit Quinquin / Mon p'tit Quintilius...  », parodie de la chanson P'tit Quinquin (« Petit enfant »), du poète lillois Alexandre Desrousseaux, écrite en 1853 en ch'ti, langue régionale du nord de la France.
Le vendeur de vin de Durocortorum (Reims) évoque les divers usages du champagne , à boire pour fêter un événement, baptiser un navire, etc.
Le vol du véhicule de la Poste et la citation du soldat romain « [...] on n'a pas fini d'en parler de l'affaire du courrier de Lugdunum ! » sont un clin d'œil à l'affaire du courrier de Lyon. De même, ce véhicule arbore le logo de La Poste.
L'aide des habitants de Lugdunum fait référence à la Résistance à Lyon au cours de la Seconde Guerre mondiale. Lorsque la résistance perd la garnison romaine dans les dédales de la ville, le préfet Encorutilfaluquejelesus sème des cailloux sur sa route, en référence au Petit Poucet. Quand les deux Gaulois quittent la ville, on découvre une belle vue de cette ville au bord de l'eau (située au confluent du Rhône et de la Saône). Derrière se dresse la colline de Fourvière, où subsistent encore de nos jours plusieurs sites archéologiques de l'ancienne capitale des Gaules.
L'embouteillage sur la route menant à Nicae, remplie de Lutéciens partis se détendre à la mer et s'écharpant dans les « amphorisages », est un clin d'œil aux actuels embouteillages et  bouchons des départs en vacances. La route est nommée Voie romaine n° VII, en référence à la Route Nationale 7, que les héros ont déjà empruntée dans La Serpe d'or. Similairement, on voit ces mêmes vacanciers s'entasser sur une plage de la baie des Anges, dont certains en congés payés. Et devant la boutique où les Gaulois achètent de la salade est garé un char immatriculé dans le LXXV (75), numéro du département de Paris, avec un "G" comme Gaule (remplaçant le F pour France), tandis que sur la Promenade des Bretons (c'est-à-dire la Promenade des Anglais), des jeunes femmes coiffées à la Brigitte Bardot, promènent des chiens minuscules, selon la mode des années 1960.
Lorsqu'Astérix et Obélix débarquent à Marseille dans la barque d'un particulier, ce dernier ne peut repartir, effrayé par le mistral annoncé par un Marseillais qui le compare à l'éruption du Vésuve. Or, la plus célèbre éruption du Vésuve, qui a détruit Pompéi, n'a eu lieu qu'en 79, soit 129 ans après le voyage d'Astérix et Obélix. C'est une illustration de l'exagération marseillaise (galéjade), ponctuant les dialogues des Massaliotes. Ceux-ci sont d'ailleurs empreints de leur accent et manière de parler.
La partie de cartes à Massilia est une reprise de la célèbre scène du film Marius de Marcel Pagnol. Les acteurs Raimu, Fernand Charpin, Paul Dullac et Robert Vattier prêtent leurs traits aux personnages de cet épisode, et le nom de la Taverne des Nautes où se déroule la partie est un clin d'oeil au Bar de la Marine du film.
Lorsque les Romains menacent d'interrompre la partie de pétanque, César Labeldecadix les avertit du risque d'une émeute, allusion au chant de La Marseillaise, qui doit son titre aux troupes des Fédérés marseillais l'ayant entonné à Paris durant les mouvements révolutionnaires du 30 juillet 1792. Elle fut en réalité composée par Rouget de Lisle en 1792 pour l'Armée du Rhin à Strasbourg.
L'album explique le nom de la place des Quinconces à Bordeaux par la formation militaire romaine du même nom. Cette place se trouve au bord de la Garonne, près de l'actuel Port de la Lune, où les héros embarquent pour retourner en Armorique.
La représentation antique du port du Conquet dans l'album est fidèle à la réalité, au point qu'un historien félicita Albert Uderzo pour son réalisme.

#### Noms
Comme dans les autres albums d'Astérix le Gaulois, les noms des personnages sont des jeux de mots. De même, tous les Gaulois portent un nom en -« ix » et les Romains un nom en -« us ». Par exception, dans L'Odyssée d'Astérix, celui de Ponce Pénates, procurateur de Rome en Judée, qui est le croisement du nom de Ponce Pilate, qui occupa cette fonction au temps du Christ selon les Evangiles, et de Pénates, qui désigne au sens propre les divinités protectrices du foyer à Rome, et au sens figuré la maison où l'on habite. 
On trouve chez les Gaulois : Quatrédeusix (Quatre et deux : six), Beaufix (Beau fixe), César Labeldecadix (La belle de Cadix), Odalix (Odalisque) et Changélédix (Changez les disques).
On trouve chez les Romains : Nenjetépus (N'en jetez plus), Fleurdelotus (Fleur de lotus), Faimoiducuscus, auquel son épouse accole "chéri", (en référence à Fais-moi du couscous chéri, chanson à succès de l'époque de Bob Azzam), Tikedbus (Ticket de bus), Petilarus (Petit Larousse), Milexcus (Mille excuses), Encorutilfaluquejelesus (Encore eût-il fallu que je le susse), Quelquilfus (Quels qu'ils fussent), Yenaplus (Y en a plus), Plexus et Radius et le général Motus.
Éponine est le diminutif du nom d'une déesse gauloise cavalière, Epona, et peut aussi être une référence à un personnage féminin du roman de Victor Hugo Les Misérables, amoureux d'un certain Marius.
Encorutilfaluquejelesus porte le nom romain le plus long de toute la série.

#### Caricatures
- Le préfet Encorutilfaluquejelesus apparaît sous les traits de Peter Ustinov qui joua le rôle de l'empereur Néron dans le film Quo Vadis.
- César Labeldecadix apparaît sous les traits de Raimu qui joua le rôle de César Ollivier dans le film Marius[12],[13].
- L'estranger de Ludgunum apparaît sous les traits de Robert Vattier qui joua le rôle de M. Brun dans le film Marius[14].
- Maître Panix, un joueur de cartes, apparaît sous les traits de Fernand Charpin qui joua le rôle de Honoré Panisse dans le film Marius[15],[16].
- L'autre joueur de cartes apparaît sous les traits de Paul Dullac qui joua le rôle de Félix Escartefigue dans le film Marius[17].

### Citations latines
- Exegi monumentum aere perennius (J'ai achevé un monument plus durable que l'airain) (premier vers de la trentième et dernière ode du IIIe livre des Odes d'Horace) : phrase prononcée par un Romain construisant la palissade en bois autour du village des Gaulois.
- Victrix causa diis placuit, sed victa Catoni (La cause du vainqueur a plu aux Dieux, celle du vaincu à Caton, Lucain, Pharsale, 1, 128) : phrase prononcée par le pirate Triple-Patte après son naufrage.

### Découverte de la gastronomie gauloise
Cet épisode fait découvrir aux lecteurs nombre de spécialités de la gastronomie gauloise, c'est-à-dire française. Bien que certaines  soient anachroniques, car apparues bien après les aventures des Gaulois, certaines sont connues dès l'Antiquité : le saucisson de Lugdunum, la bouillabaisse de Massilia, la saucisse de Tolosa, que le fameux gastronome romain Marcus Gavius Apicius servit à l'empereur romain Tibère au Ier siècle. Il a aussi donné les recettes d'autres plats qui auraient pu figurer dans le banquet final : huîtres de Mare Santonum (bassin de Marennes), petit salé aux lentilles des Arvernes (Auvergne), ragoût aux fèves de la Narbonnaise (Languedoc), etc..

Spécialités gastronomiques « gauloises » rapportées par Astérix et Obélix
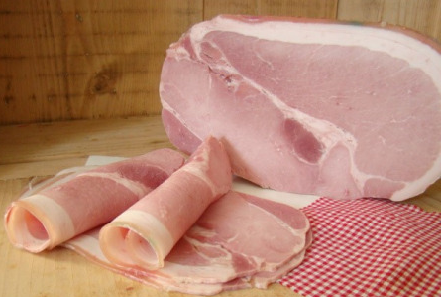
Jambon de Lutèce
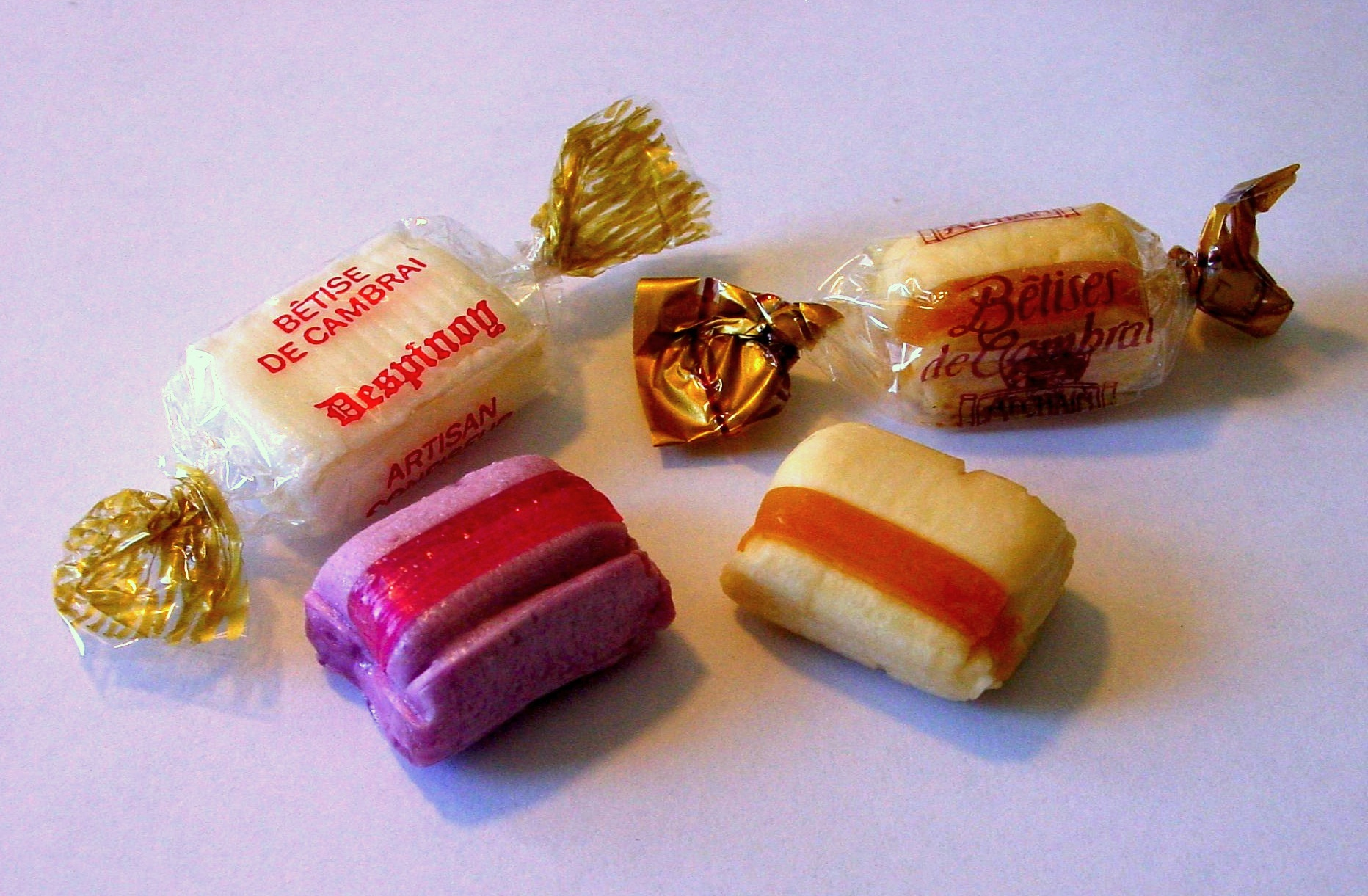
Bêtises de Camaracum
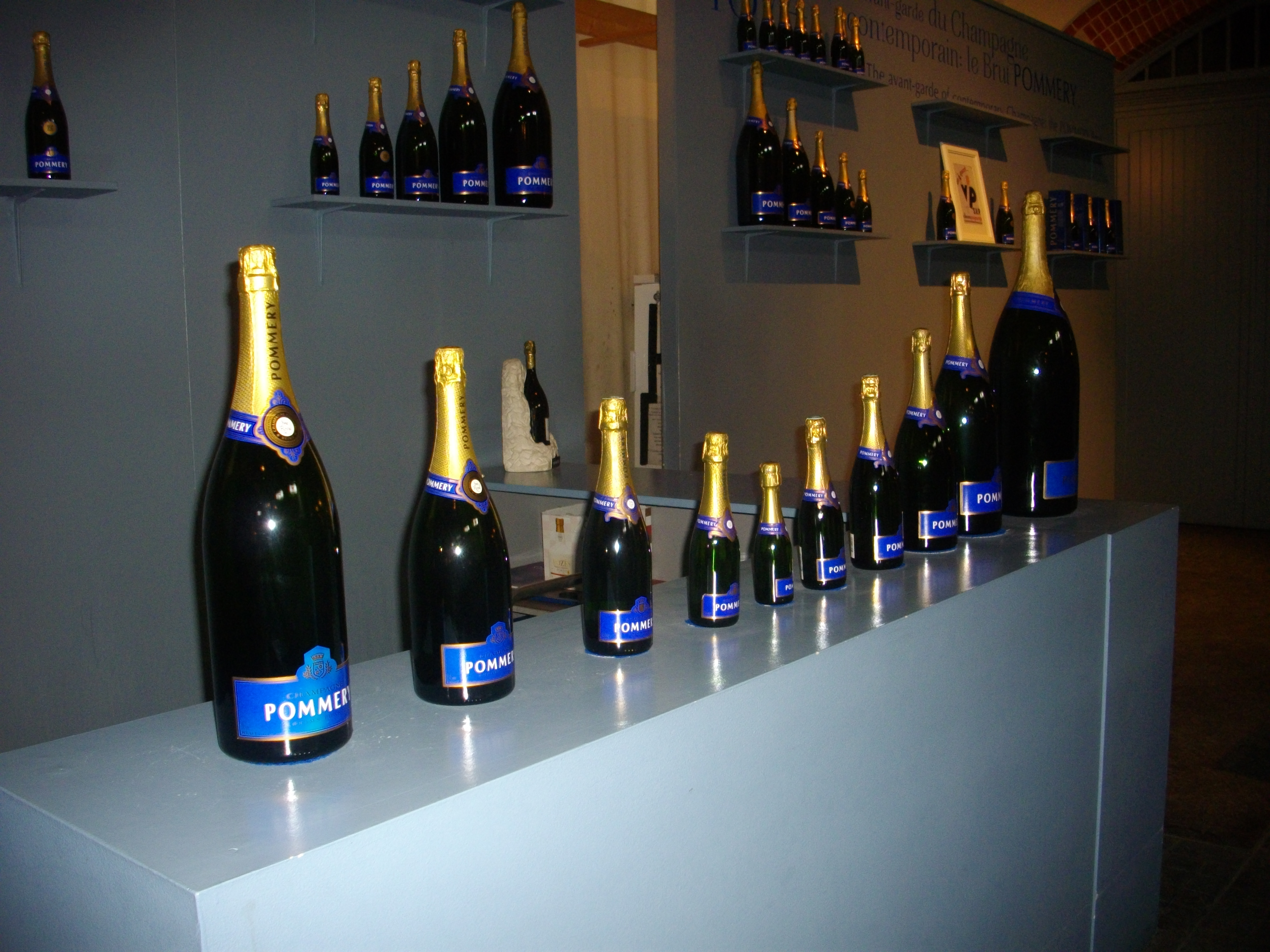
Vin (champagne) de Durocortorum
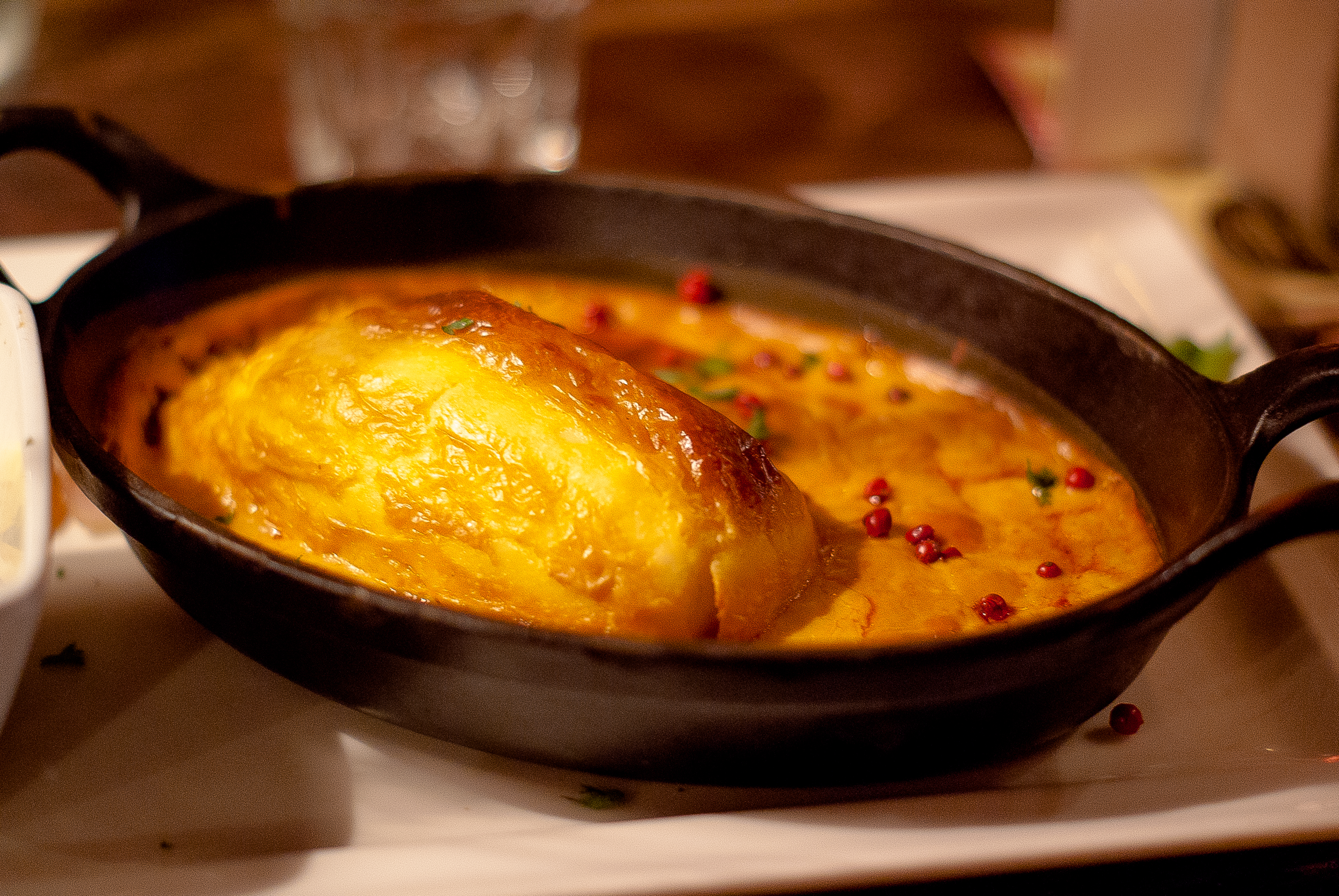
Quenelles de Lugdunum
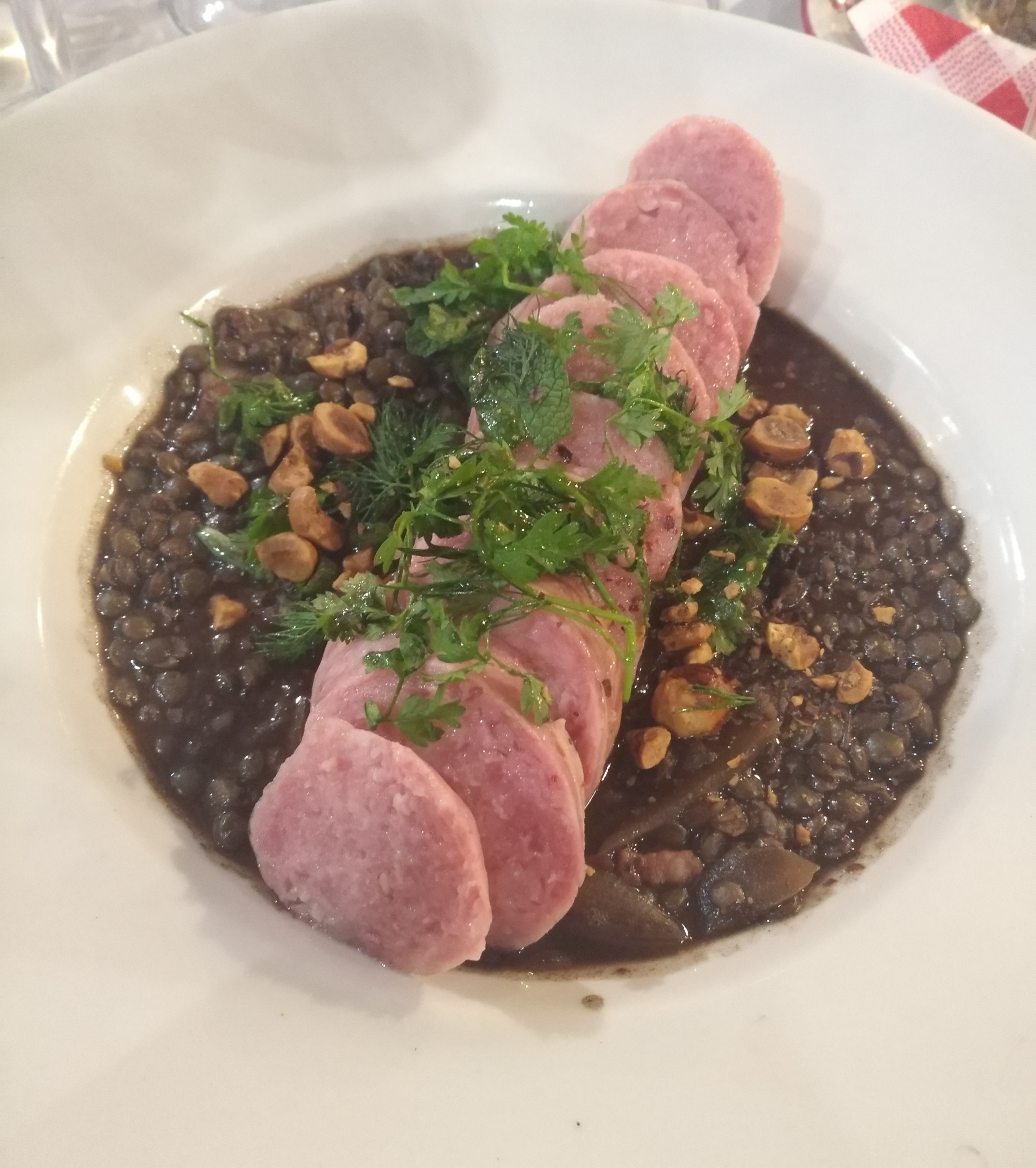
Saucisson de Lugdunum
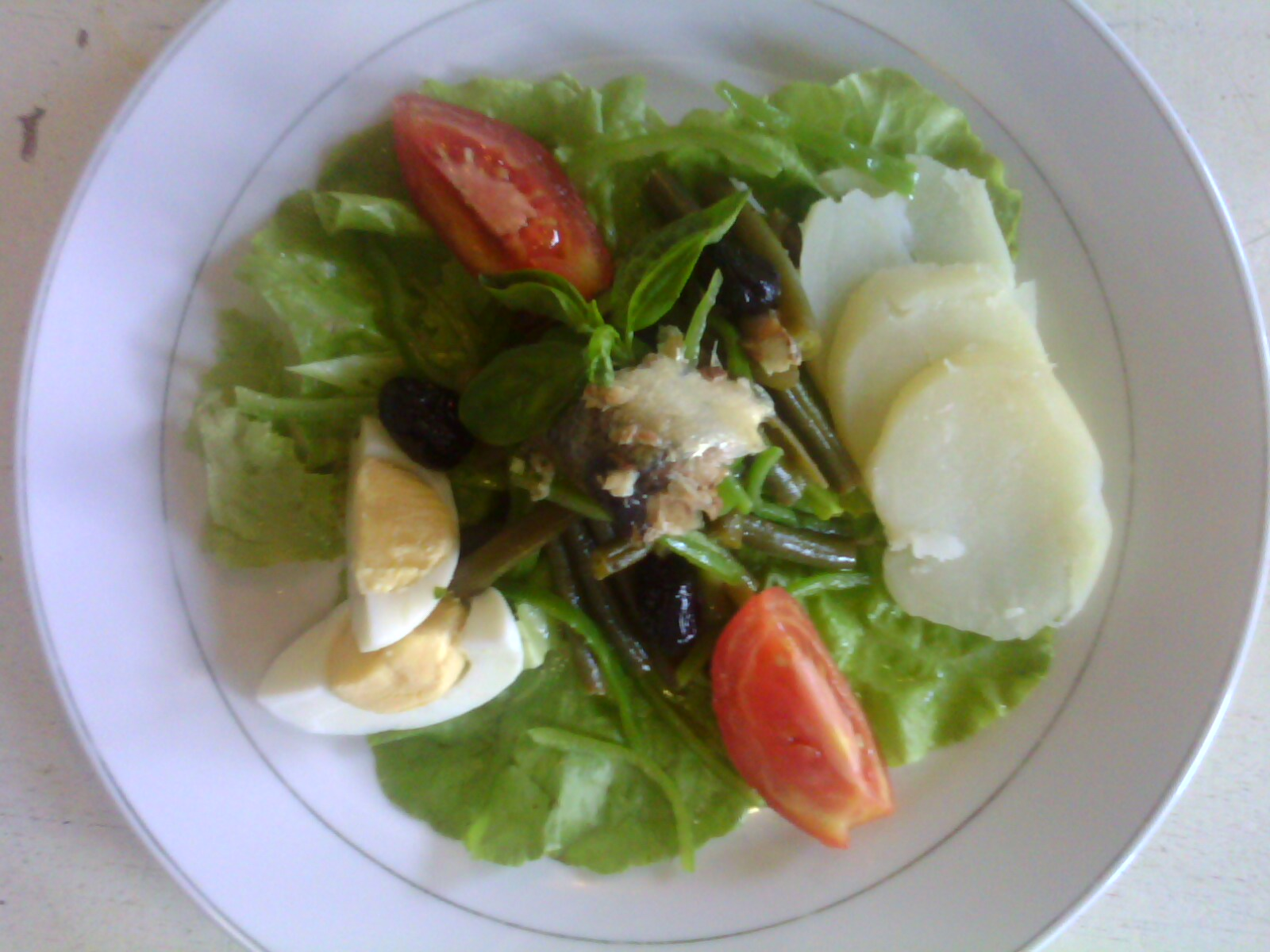
Salade nicæoise
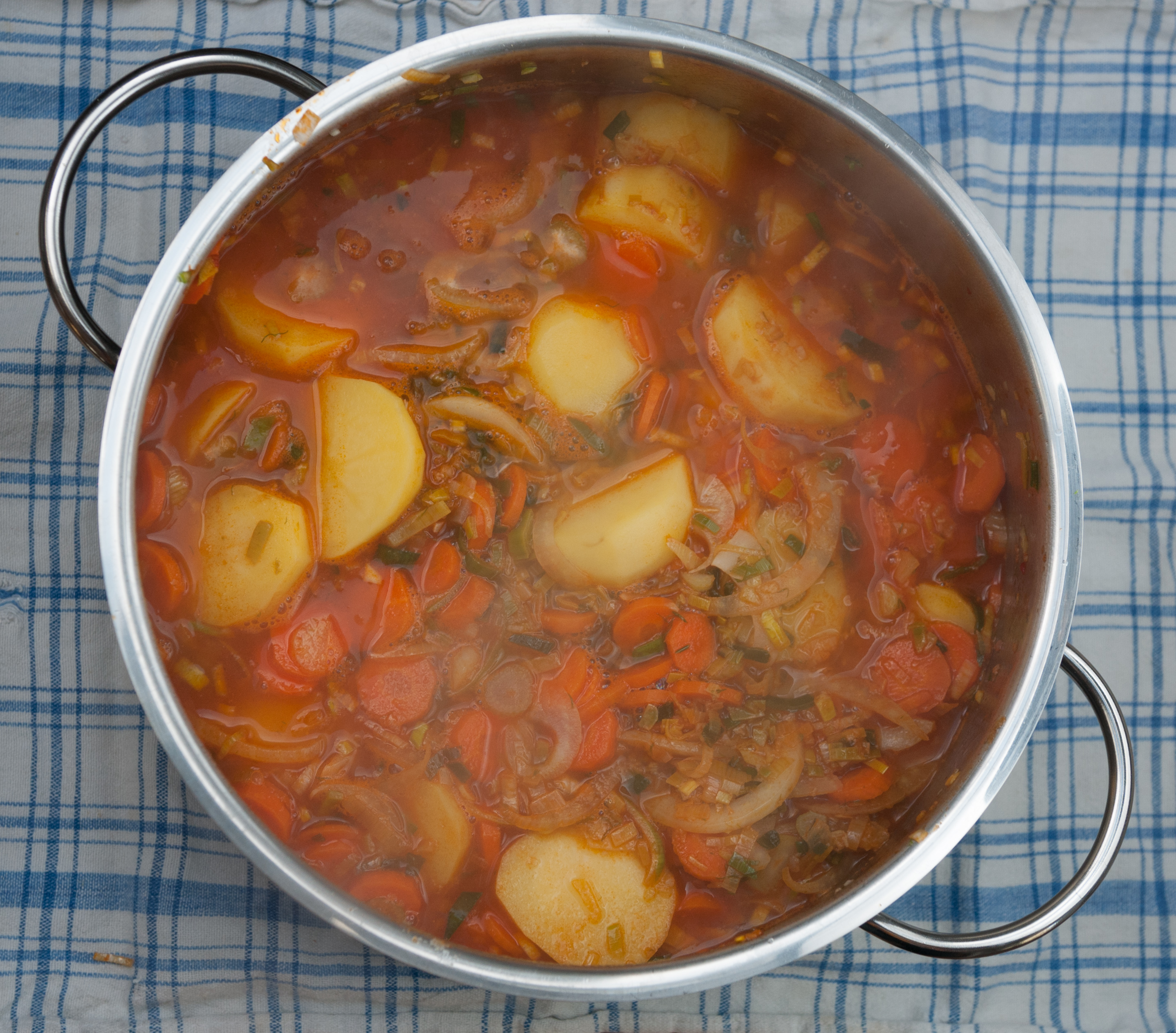
Bouillabaisse de Massilia
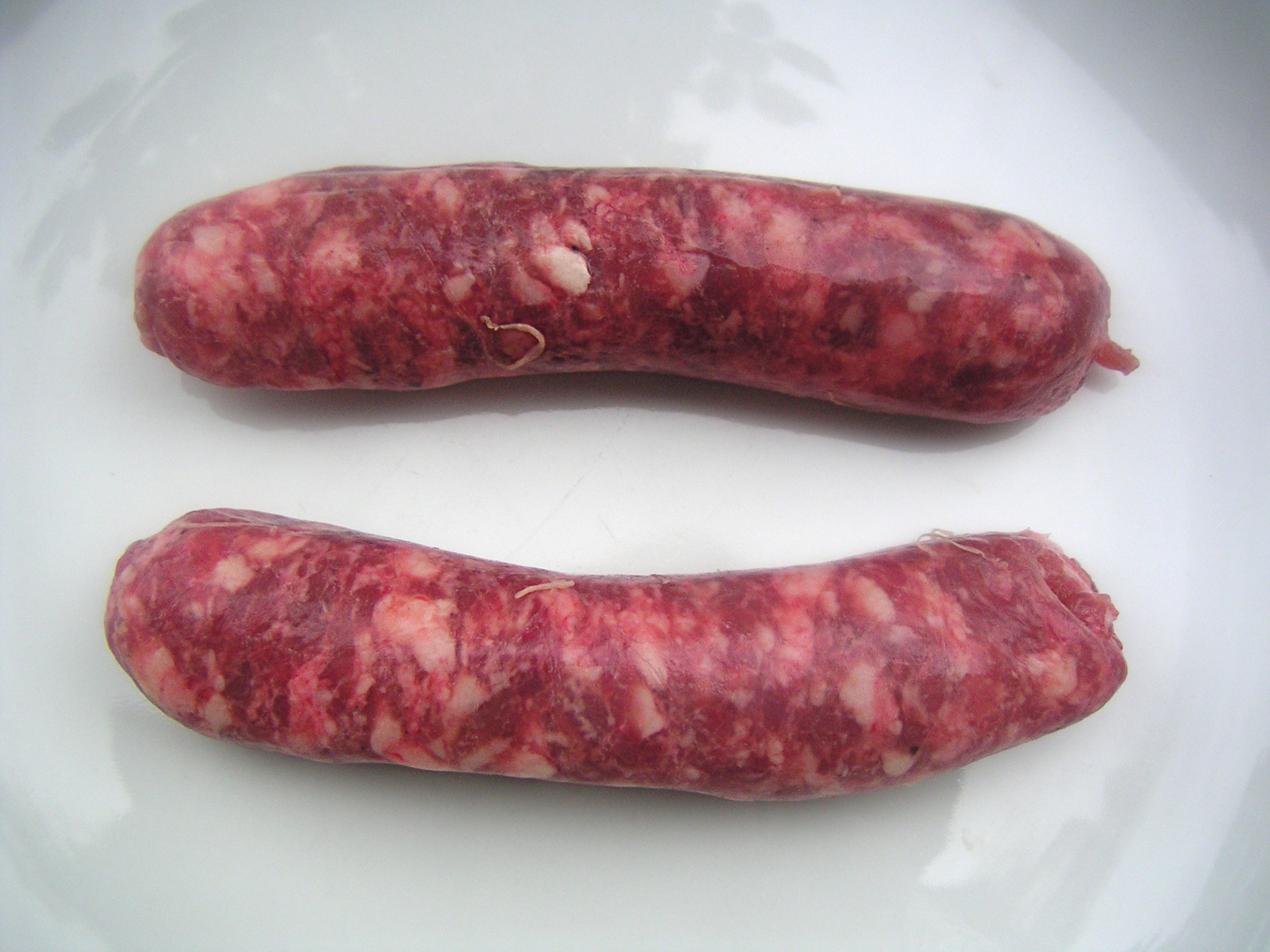
Saucisses de Tolosa
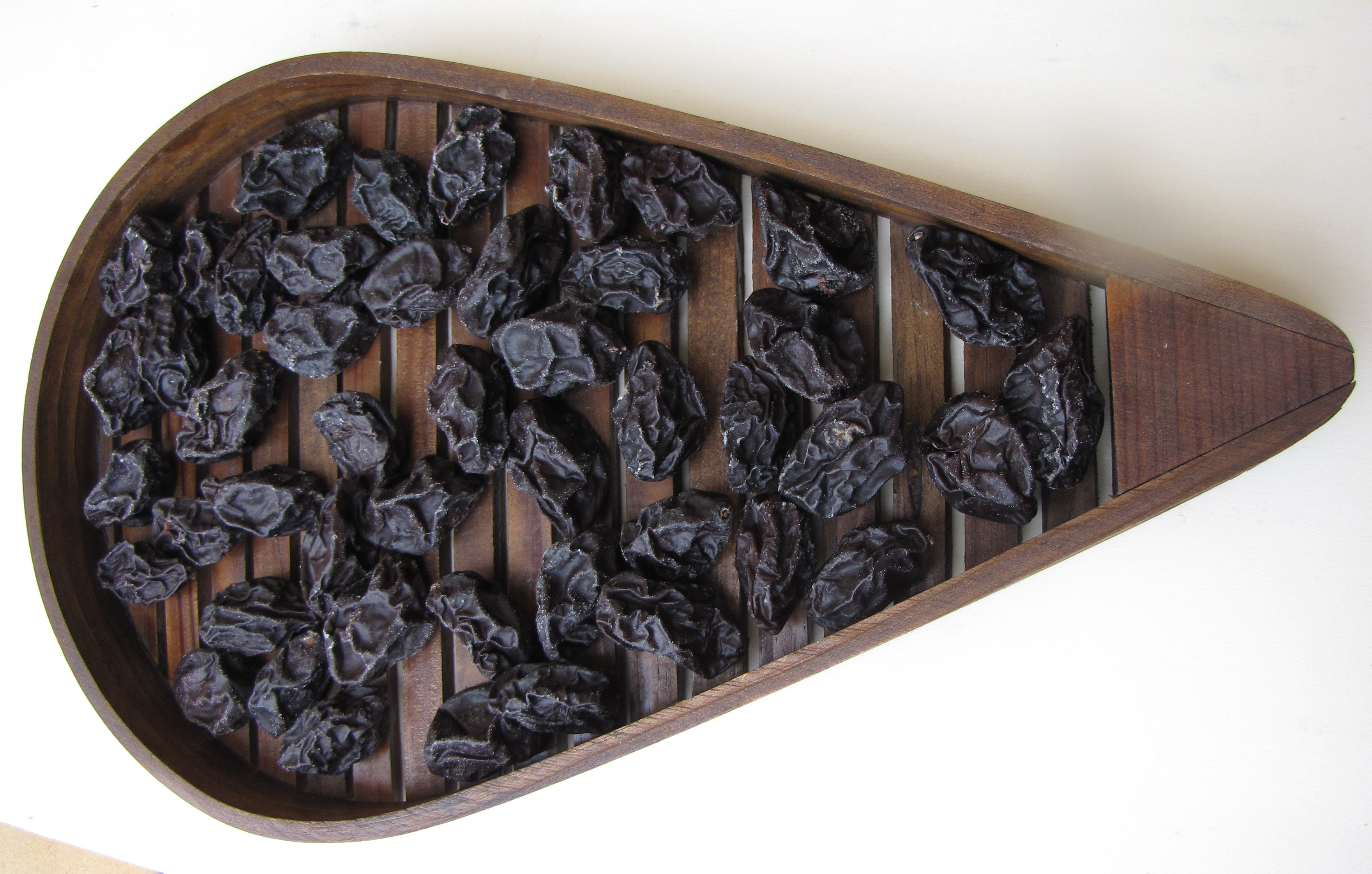
Pruneaux d'Aginum
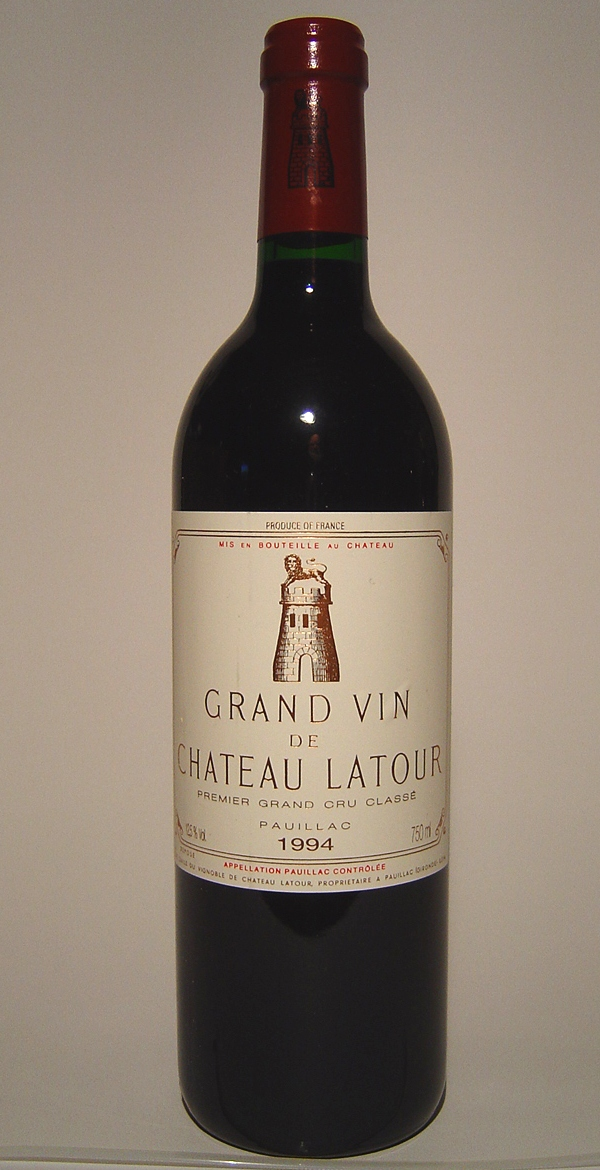
Vin de Burdigala
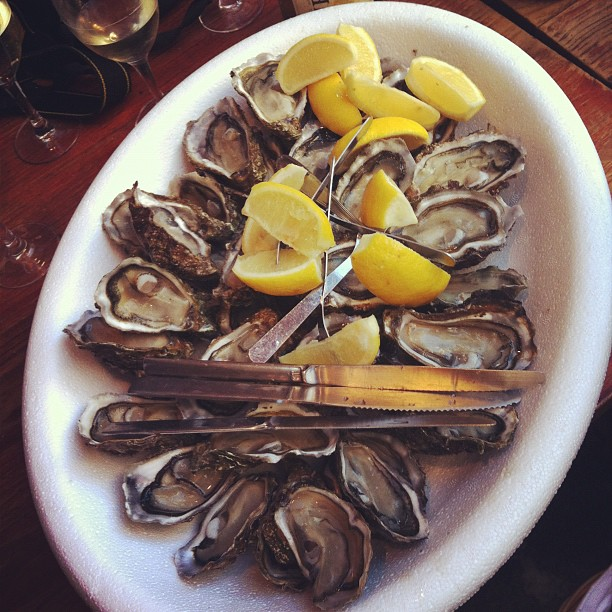
Huîtres

## Tirage
Cet album a été tiré originellement à 60 000 exemplaires.

## Adaptations
Un jeu de société, nommé Le Tour de Gaule d'Astérix, est publié en 1978 par Dargaud. Deux à six joueurs doivent libérer dix-neuf villes gauloises des cohortes romaines avec leurs armées et payer une taxe lorsqu'ils s'arrêtent dans une ville libérée par un adversaire. Ils perçoivent une récompense à chaque fois qu'ils repassent par Lutèce après avoir fait un tour complet de la Gaule. Les règles du jeu s'inspirent en partie du Monopoly.
Le jeu vidéo Astérix et Obélix s'inspire aussi de l'album, sans le reprendre totalement. La palissade qui entoure le village des Gaulois est posée par Jules César lui-même et non par Lucius Fleurdelotus, son envoyé spécial. Par ailleurs, dans ce jeu de plates-formes, Astérix et Obélix parcourent tout l'Empire romain et non seulement la Gaule, avec des décors tirés de cinq autres albums. Développé par Infogrames et Bit Managers, le jeu est conçu pour plusieurs consoles (Super Nintendo et Game Boy en 1995, Game Boy Color en 1999) et pour les PC (en 1996).